# Schloss Strážky
Das Schloss Strážky, auch Schloss Nehre genannt; slowakisch Kaštieľ Strážky oder Kaštieľ v Strážkach, ist ein Schloss im ostslowakischen Ort Strážky (deutsch Nehre) in der Stadt Spišská Belá (deutsch Zipser Bela), am linken Ufer des Poprad.

## Geschichte

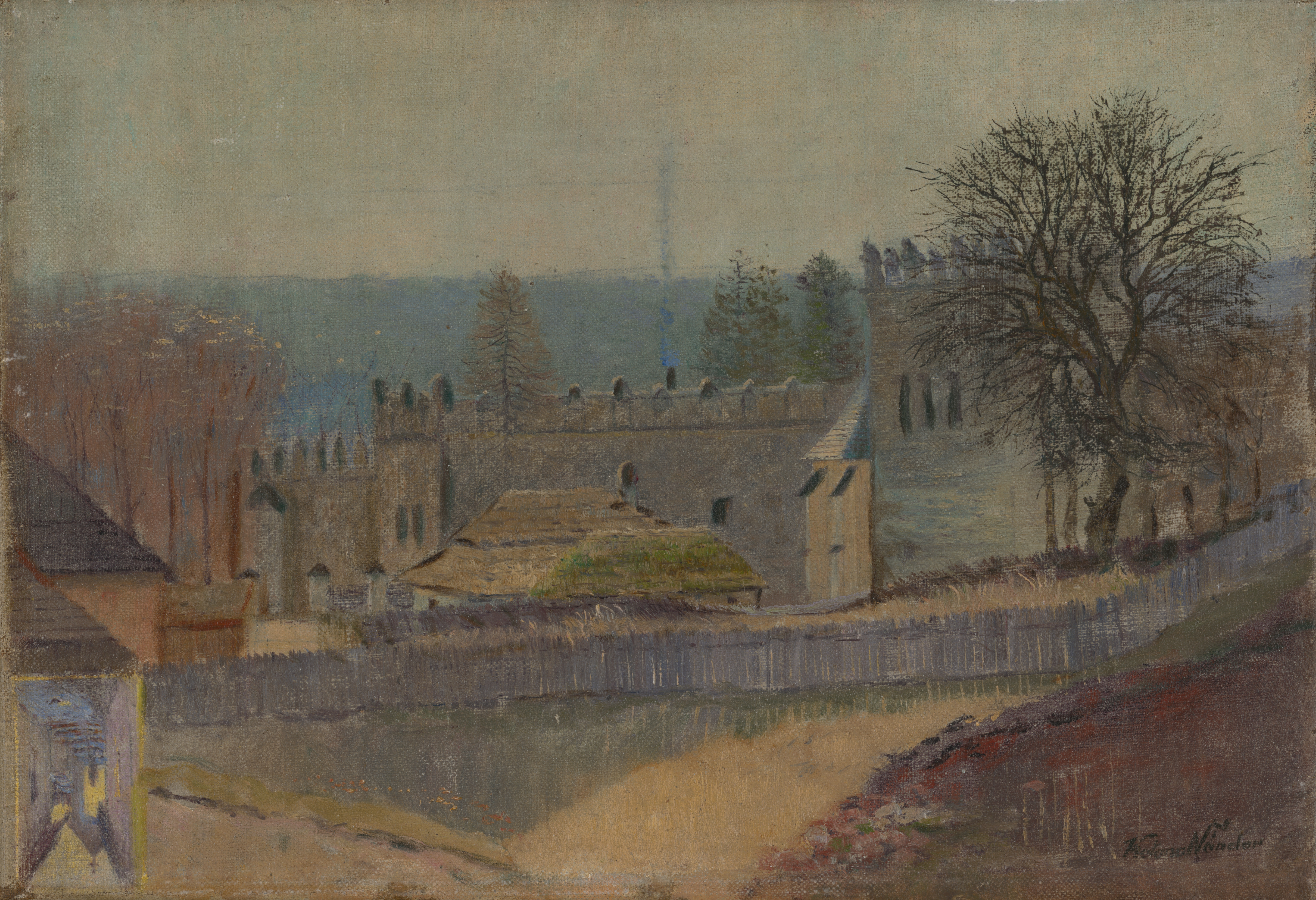
Das Schloss in einem Gemälde von Nándor Katona

Das Schloss im Renaissancestil wurde 1570–1590 mit drei Flügeln unter Mitverwendung von Teilen einer gotischen Burg aus dem 15. Jahrhundert, vor allem deren zwei Bastionen, gebaut und war Besitz der Familie Horvath-Stansith. Es wurde gegen 1620 noch umgebaut. 1584 gründete Horvath Stansith de Gradecz eine höhere evangelische Adelsschule, die den Hochschulzugang sowie Befähigung zu öffentlichen Ämtern ermöglichte. In Folge einer Feuersbrunst im frühen 18. Jahrhundert, aber auch wegen der Gegenreformation wurde 1711 die Schule aufgelöst. In der zweiten Hälfte des 18. Jahrhunderts wurde der abschließende vierte Flügel errichtet und an drei Seiten des Innenhofs Arkaden eingebaut, die im frühen 20. Jahrhundert zugemauert und erst seit den 1970er Jahren wieder geöffnet wurden. Der im 19. Jahrhundert angelegte englische Park ist von einer Mauer umschlossen und seinerzeit musste für die Bahnstrecke Poprad-Tatry–Podolínec eine Schleife mit zwei Brücken errichtet werden, um den Park zu umgehen.
1801 ging das Schloss an die Familie Szirmay und später Mednyánszky und Czobel. Der ungarische Landschaftsmaler László Mednyánszky verbrachte Teile seines Lebens im Schloss und die Gegend inspirierte viele seiner Werke. Später wurde das Schloss zum ständigen Wohnsitz der Malerin Margit Czobel, die hier bis zu ihrer Tod im Jahr 1972 wohnte, allerdings verfiel das Anwesen nach dem Zweiten Weltkrieg. Danach kam das Schloss unter die Verwaltung der Slowakischen Nationalgalerie (SNG), die das Schloss restaurieren ließ, auch wenn die Innenausstattung nur lückenhaft erhalten ist.

## Gegenwärtige Nutzung

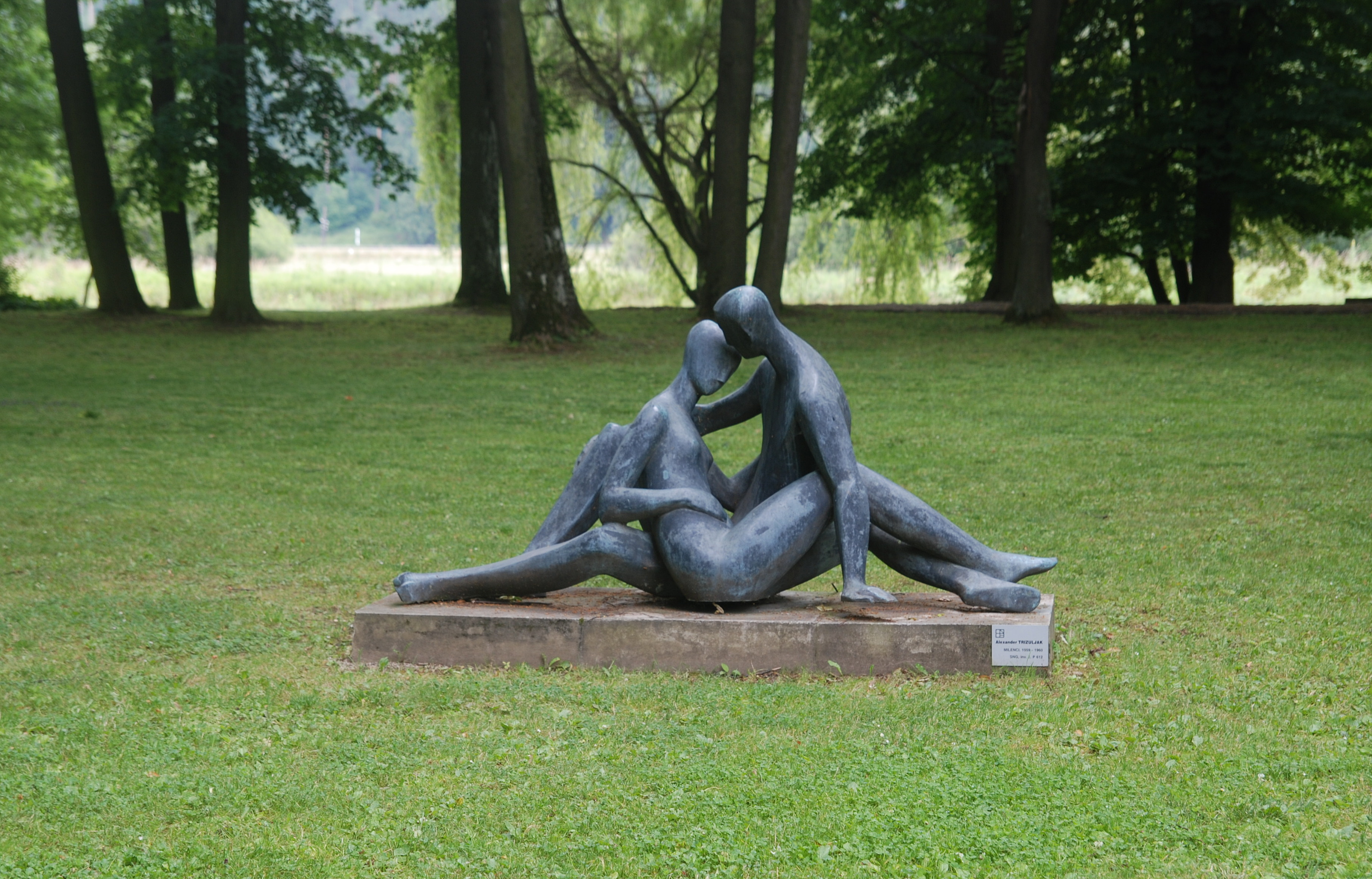
Bildhauerei im englischen Park

Heute gehört das Schloss mit dem Park zum Verbund der in Bratislava ansässigen Slowakischen Nationalgalerie, mit vier Dauerausstellungen. Diese sind auf die Porträts in der Zips zwischen den 17. und 19. Jh., auf das Werk von László Mednyánszky, die Sammlung der Schlossbibliothek und Werke der slowakischen Bildhauerei im 20. Jahrhundert (im englischen Park) ausgerichtet.